# Sfântu Gheorghe
Sfântu Gheorghe ([ˈsfɨntu ˈ⁠ɟeor⁠ɟe]; bis 1993 Sfîntu Gheorghe, deutsch Sankt Georgen, ungarisch Sepsiszentgyörgy [ˈʃɛpʃisɛɲɟørɟ]) ist die Hauptstadt des Kreises Covasna in Rumänien. Sie liegt am Fluss Olt in einem Tal zwischen dem Baraolt- und dem Bodoc-Gebirge.
Im Jahr 2003 hatte sie etwa 61.500 Einwohner. Die Bevölkerung besteht aus 46.121 Ungarn (Szekler) und 14.131 Rumänen. Der Rest besteht meistens aus Roma, die in einem eigenen Ortsteil am Rande Sfântu Gheorghes mit Namen Örkö leben. Der größte Teil von ihnen lebt in großer Armut. Es gibt aber auch wohlhabendere Romafamilien unter ihnen.

## Geschichte
Sfântu Gheorghe ist eine der ältesten Städte des Szeklerlandes. Die erste urkundliche Erwähnung erfolgte im Jahr 1332. Der Namensgeber der Stadt ist der Heilige Patron Sankt Georg von der ortsansässigen Kirche. In der Vergangenheit war Sfântu Gheorghe das wirtschaftliche und administrative Zentrum des ungarischen Komitats Háromszék, das ungefähr dem heutigen rumänischen Kreis Covasna entspricht.
Bei einem schweren Unfall eines CFR-Călători-Regionalzuges mit einem Traktorgespann wurden am 8. September 2012 acht Menschen getötet und zwei weitere schwer verletzt. Der Zug kollidierte mit einem Traktoranhänger mit 15 Erntehelfern auf dem ungesicherten Bahnübergang eines Feldweges kurz vor Sfântu Gheorghe.

## Wirtschaft
Wegen ihrer zentralen Lage in Rumänien ist die Stadt ein wichtiger Verkehrsknotenpunkt. Die beiden Europastraßen E 574 und E 578 treffen sich hier; auch die übrigen Landesteile sind verkehrstechnisch angebunden. In der zweiten Hälfte des 19. Jahrhunderts siedelten sich in der Stadt eine Textilfabrik, eine Zigarettenfabrik und eine Süßwarenfabrik an.

## Sehenswürdigkeiten

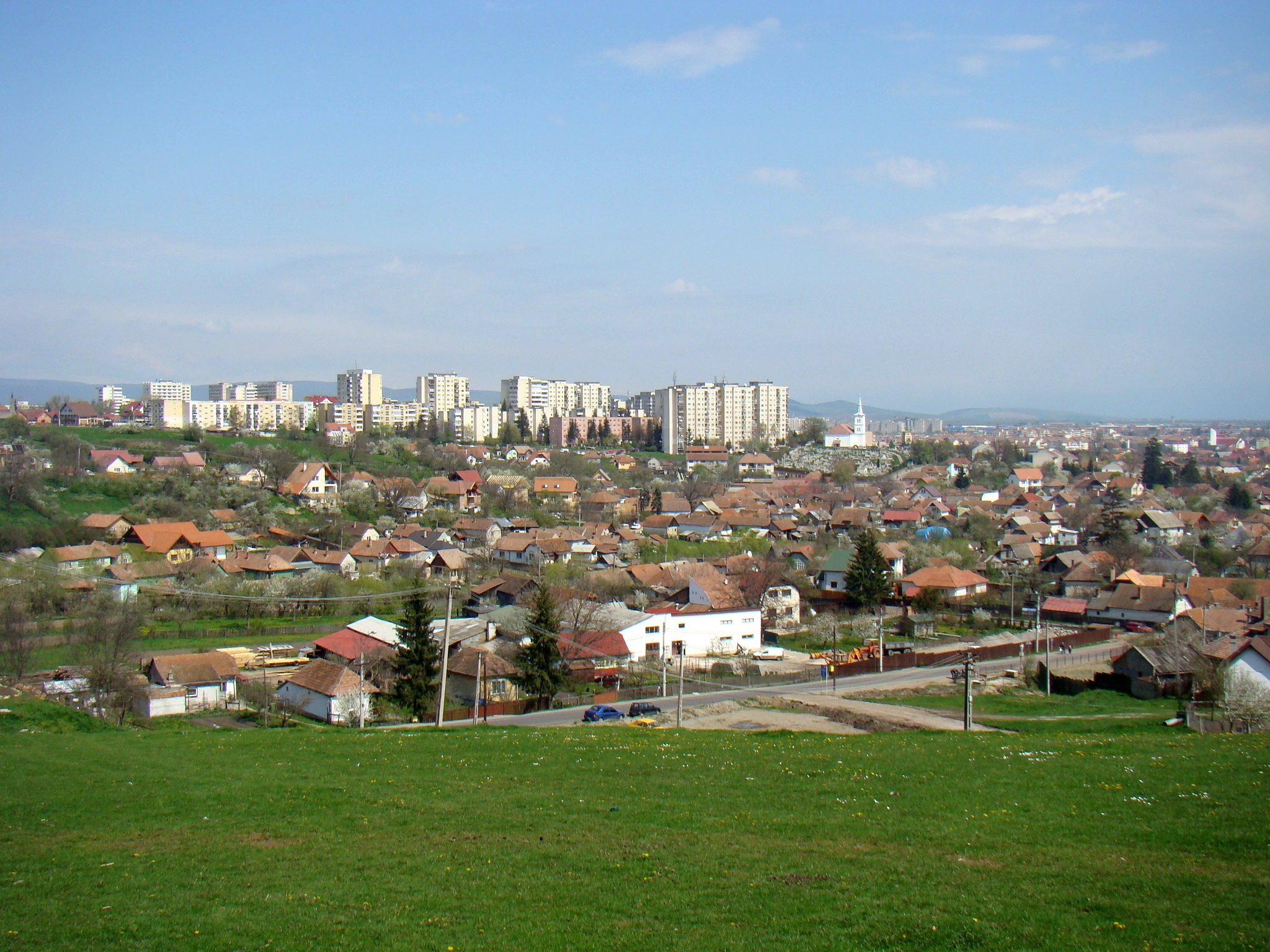
Blick auf Sfântu Gheorghe

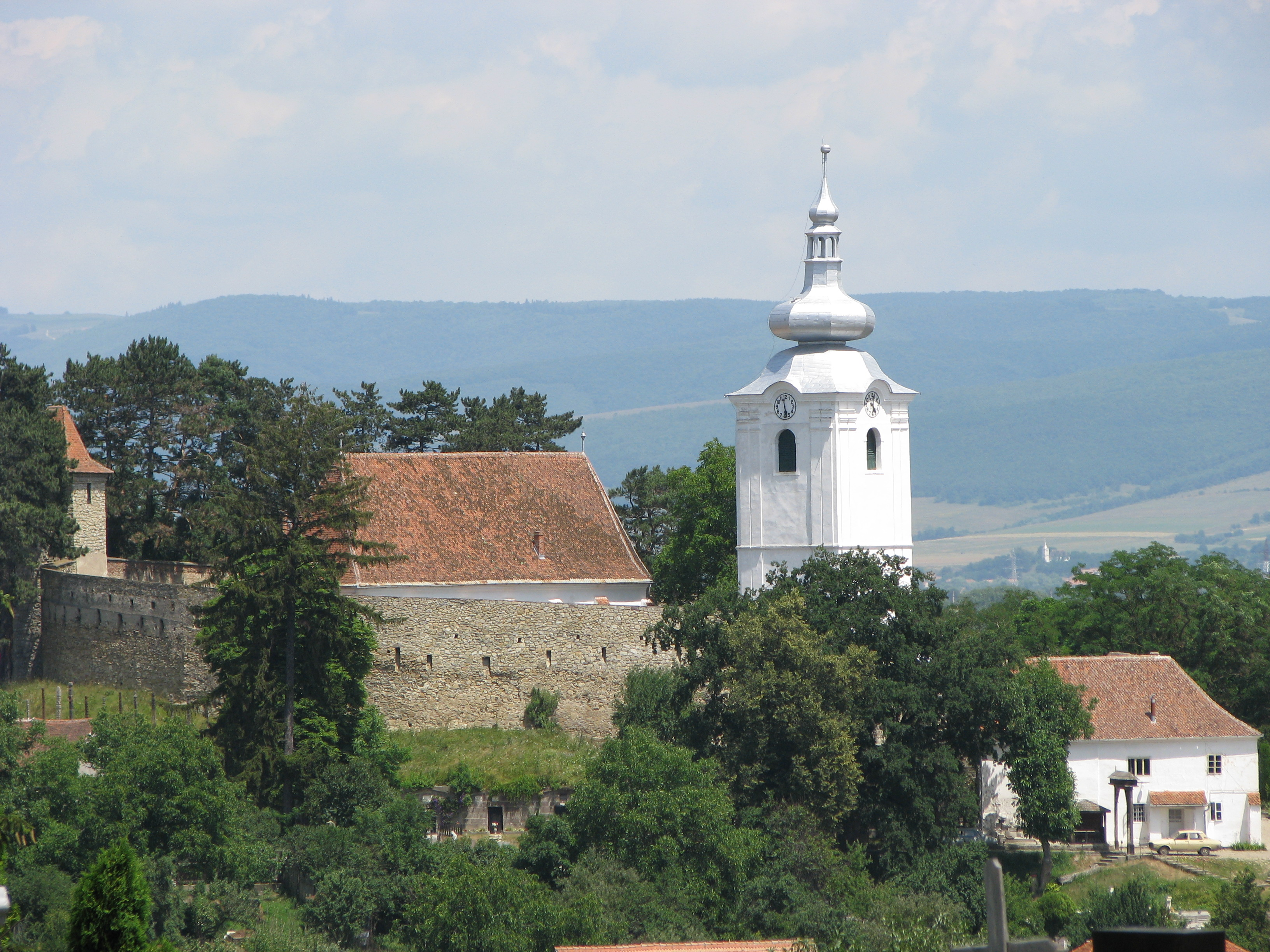
Die Festungskirche

- Festungskirche (Biserică Fortificată – Vártemplom), erbaut im 14. Jahrhundert im gotischen Stil
- Beör-Palast
- Hauptquartier des Husaren-Bataillons im modernen Zentrum (heute Landesarchiv), erbaut 1820/21
- Bibliotheksgebäude, erbaut 1832 als Sitz der Bezirksverwaltung
- Theatergebäude, erbaut 1854 bis 1856 als Stadthalle
- Der Basar mit seiner Uhr, erbaut 1868; die Uhr wurde 1893 von einem Uhrmacher Müller aus Budapest erschaffen.
- Das Szekler-Nationalmuseum
- Orthodoxe Kathedrale „Sf. Mare Mucenic Gheorghe“ și „Sfântul Nicolae“ wurde von 1939 bis 1983 erbaut. 1993 wurde in der Kathedrale das Museum für rumänische Spiritualität eingerichtet. Am 28. September 2024 wurde eine Büste des Erzpriesters Aurel Nistor (1882–1974) enthüllt.[4]

## Söhne und Töchter der Stadt
- Anton Galgótzy (1837–1929), General
- Zoltán Kádár (1915–2003),  Archäologe und Kunsthistoriker
- Zoltán Hervai (1919–2005), Maler[5]
- Ion Haidu (* 1942), Fußballspieler
- Adalbert Rethi (1943–2008), Tischtennisspieler
- Laura Codruța Kövesi (* 1973), Staatsanwältin, Korruptionsbekämpferin
- István Csákány (* 1978), Bildhauer und Installationskünstler
- Krisztina Kerekes (* 1978), Dokumentarfilmerin und Drehbuchautorin
- Ede-Karoly Molnar (* 1996), Mountainbiker

## Städtepartnerschaften
Sfântu Gheorghe pflegt Partnerschaften mit den ungarischen Ortschaften Alsónána, Balatonszentgyörgy, Cegléd, Ferencváros, Kecskemét, Kisbucsa, Kiskunhalas, Mosonmagyaróvár, Sárpilis, Szentes, Veszprém, der slowakischen Kráľovský Chlmec, der serbischen Kanjiža, der portugiesischen Santa Cruz, der israelischen Givʿatajim, der französischen Saint-Georges-sur-Cher, der rumänischen Sfântu Gheorghe und der russischen Nowosibirsk.